# Peru na Mistrzostwach Świata w Lekkoatletyce 2011
Peru na Mistrzostwach Świata w Lekkoatletyce 2011 było reprezentowane przez 5 zawodników.

## Wyniki reprezentantów Peru

### Mężczyźni

#### Konkurencje biegowe
| Konkurencja           | Zawodnik     | Półfinał | Półfinał | Finał    | Finał   |
| Konkurencja           | Zawodnik     | Rezultat | Pozycja  | Rezultat | Pozycja |
| --------------------- | ------------ | -------- | -------- | -------- | ------- |
| Maraton               | Jhon Casallo |          |          | 2:36:43  | 49.     |
| 3000 m z przeszkodami | Mario Bazán  | DNS      | DNS      |          |         |

#### Konkurencje techniczne
| Konkurencja | Zawodnik        | Eliminacje | Eliminacje | Finał    | Finał   |
| Konkurencja | Zawodnik        | Rezultat   | Pozycja    | Rezultat | Pozycja |
| ----------- | --------------- | ---------- | ---------- | -------- | ------- |
| Skok w dal  | Jorge McFarlane | 7,66 m     | 26.        |          |         |

### Kobiety

#### Konkurencje biegowe
| Konkurencja | Zawodnik         | Finał    | Finał   |
| Konkurencja | Zawodnik         | Rezultat | Pozycja |
| ----------- | ---------------- | -------- | ------- |
| Maraton     | Judith Toribio   | 2:47:21  | 41.     |
| Maraton     | Jemena Misayauri | DNF      | DNF     |